# Taquaral de Goiás
Taquaral de Goiás är en kommun i Brasilien.   Den ligger i delstaten Goiás, i den centrala delen av landet, 180 km väster om huvudstaden Brasília. Antalet invånare är 3 540.
Omgivningarna runt Taquaral de Goiás är huvudsakligen savann. Runt Taquaral de Goiás är det glesbefolkat, med 20 invånare per kvadratkilometer.